# 徐蘭
徐蘭（？—？），字芬若，又字芝仙。虞山人。
少從王士禎學詩，詩體近李賀。二十歲時出遊京師，數十年僅回鄉一次。康熙三十五年（1696年）丙子隨帝親征漠北噶爾丹，由居庸關至歸化城，沿途作詩，《出居庸關》詩：“憑山俯海古邊州，旆影風翻見戍樓。馬後桃花馬前雪，出關爭得不回頭？”晚年與查為仁友好。王應奎對其評價甚高，称“沈方舟嘗與吾友汪西京論近日虞山詩人，以芬若為第一”。朱庭珍称“徐芝仙塞外诸诗，境奇语奇，才力横绝，在昭文诗人中，另出一头地。其边塞诗，可谓独擅之技，实未易才”。